# Polyhydroxyessigsäure
Polyhydroxyessigsäure, auch Polyglycolsäure (PGA), ist ein Polyester, der als medizinisches Nahtmaterial benutzt wird, da er vom Körper resorbiert werden kann. Die Hydrolyse, durch die das Material abgebaut wird, führt zu einer vollständigen Resorption in etwa 60–90 Tagen.

## Herstellung
Glycolid, das Dimer der Hydroxyessigsäure, polymerisiert anionisch zu Polyhydroxyessigsäure.